# Đồng(II) ferrocyanide
Đồng(II) ferrocyanide là một hợp chất vô cơ, là muối của đồng và axit ferrocyanic có công thức hóa học Cu2Fe(CN)6, tinh thể màu nâu đỏ, không tan trong nước, tạo thành tinh thể ngậm nước.

## Điều chế
Phản ứng của axit ferrocyanic và đồng(II) sunfat sẽ tạo ra kết tủa:
{\displaystyle {\mathsf {2CuSO_{4}+H_{4}Fe(CN)_{6}\ \xrightarrow {} \ Cu_{2}Fe(CN)_{6}\downarrow +2H_{2}SO_{4}}}}

## Tính chất vật lý
Đồng(II) ferrocyanide tạo thành tinh thể thuộc hệ tinh thể lập phương màu nâu đỏ, nhóm không gian P 21/c, các hằng số a = 1,003 nm, Z = 4.
Nó tạo thành tinh thể heptahydrat của thành phần Cu2Fe(CN)6·7H2O – tinh thể thuộc hệ tinh thể lập phương, các hằng số a = 0,998 nm, Z = 4.
Nó không tan trong nước.

## Ứng dụng
Đồng(II) ferrocyanide được sử dụng cho việc tạo ra florentin hoặc màu nâu Van Dyck mà các họa sĩ thường dùng.

## Hợp chất khác
Cu2Fe(CN)6 còn tạo một số hợp chất với NH3, như:
- Cu2Fe(CN)6·3NH3 là tinh thể màu nâu;[3]
- Cu2Fe(CN)6·4NH3·xH2O với:
  - x = 0: chất rắn màu nâu đen;
  - x = ½: tinh thể hình kim màu vàng nâu;
  - x = 1: tinh thể hình kim màu nâu.
- Cu2Fe(CN)6·8NH3·xH2O với:
  - x = 0: chất rắn màu xanh dương;
  - x = 1: tinh thể lăng kính màu lục đậm.[4]